# Anemia simii
Anemia simii är en ormbunkeart som beskrevs av Tard. Anemia simii ingår i släktet Anemia och familjen Anemiaceae. Inga underarter finns listade.